# Джон Дюпон
Джон Елютер Дюпон (англ. John Eleuthère du Pont; 22 листопада 1938, Філадельфія — 9 грудня 2010, тюрма Лорел Хайлендс, Пенсільванія) — американський бізнесмен і філантроп, член відомого роду Дюпон (DuPont). Засуджений за вбивство третього ступеня олімпійського чемпіона з вільної боротьби Девіда Шульца 1996 року. Знаний також як орнітолог, філателіст, а у вільній боротьбі як тренер, спонсор і власник клубу боротьби «Foxcatcher». Дюпон підтримував розвиток вільної боротьби у Болгарії.  Він також спонсор багаторазового чемпіона світу та олімпійських ігор Валентина Йорданова, який навіть живе в особняку Дюпона у США.
Фільм 2014 року «Мисливець на лисиць» розповідає про життя Дюпона.

## Біографія

### Особисте життя
Джон Дюпон народився у Філадельфії, Пенсільванія, мав двох синів: Вільяма Дюпона-молодшого і Жана Лайстра Остіна (1897—1988). Його батьки одружились 1 січня 1919 р., в Роузмонті, штат Пенсільванія.
Його дід по материнській лінії, Вільям Лайстр Остін, генеральний директор компанії «Болдуїн Локомоушн Воркс», робить молодій сім'ї весільний подарунок — 242 акри (0,98 км²). На цій ділянці 1922 року Вільям Дюпон-старший побудував «Liseter Hall» — розкішну 3-поверхову будівлю в стилі штату Джорджія.
Батьки обох сімей емігрували до США на початку XIX століття. Джон Дюпон був наймолодшим з 4 дітей, мав 2 сестри — Жан Дюпон Макконнелл і Евелін Дюпон Дональдсон і брата — Генрі Дюпон.
Джон закінчив школу «Хейврфорд» в 1957 році. Навчався в коледжі в Маямі, Флорида. Закінчив Університет Маямі в 1965 році, здобувши ступінь бакалавра в області зоології. Також мав докторський ступінь в галузі природничих наук з Університету Вілланова у 1973 році.
3 вересня 1983 року одружився з лікаркою Гейл Уенк, але шлюб розпався за 90 днів спільного життя.
Помер 9 грудня 2010 року в американській в'язниці в Пенсильванії з невідомої причини.

### Вбивство Девіда Шульца
1997 року Джона було засуджено за вбивство олімпійського золотого призера з боротьби Девіда Шульца, скоєного 1996 року. Джону загрожувало ув'язнення терміном від 13 до 40 років. Психіатри-експерти, залучені до судового розгляду, свідчили тоді, що Дюпон хворий на параноїдальну шизофренію.
26 січня 1996 року Дюпон трьома пострілами вбиває Шульца на набережній у своєму особняку, як свідчили згодом дружина Шульца і керівник охорони Дюпона. Начальник служби безпеки сидів на задньому сидінні в автомобілі Дюпона в той час, як Джон тричі стріляє в Шульц. Поліція так і не виявила мотивів злочину. Дюпон і Шульц були давніми друзями.
Після злочину мультимільйонер замкнувся у своєму особняку, закрив всі входи на два дні й вів переговори з поліцією телефоном. Поліція не застосувала силу для затримання, Дюпона було заарештовано, коли він виходив на вулицю увімкнути опалення.

### Судовий процес
Під час процесу психіатри твердили, що у Дюпона параноїдальна шизофренія. Він вважав, що Шульц був у змові з метою вбити його. Тому він начебто заховав бритви на горищі будинку.
Захист наполягав на «невинуватості через божевілля». Присяжні все ж оголосили Дюпона винним у вбивстві «третього ступеня», але підкреслили, що він був розумово хворим. Це сталось 25 лютого 1997 року. У Пенсільванії подібне звинувачення є м'якшим від другого і першого ступеня і вказує на відсутність умислу. У кримінальному кодексі штату термін «божевілля» стосується людини, чия «хвороба або дефект» не дає йому можливості аналізувати свої вчинки та розуміти їх. На підставі рішення «винен, але з психічними проблемами» присяжні дають право судді Патрисії Дженкінс обрати термін засудження: від 5 до 40 років.
Вдова Ненсі Шульц і двоє дітей отримувати кілька мільйонів доларів компенсації після довгих суперечок.
Захищаючи Джона, його друзі в суді говорили, що використання вогнепальної зброї було нехарактерно для нього. Знаменита спортсменка з тріатлону Джой Хансен Лойтнер, яка мешкала протягом двох років у будинку Дюпона, заявила тоді, що Джон їй допоміг пройти через дуже важкий період її життя в середині 1980-х років, і що він не міг скоїти те вбивство.
Максимальний термін ув'язнення для Джона — до 29 січня 2026 року, коли йому було б 87 років. Верховний суд США виніс цей максимальний вирок у 2000 році.
У 2010 році Третій американський апеляційний суд Філадельфії відхилив усі спроби оскарження вироку. Адвокати засудженого стверджували, що Дюпон приймав болгарський препарат «N-butyl scopolamine», використання якого може ускладнити душевне захворювання, і що на попередніх процесах це не бралося до уваги. Ймовірно, захист мав на увазі болгарський препарат «Buscomed», який є допоміжним спазмолітиком, а активним інгредієнтом є Butylscopolamine.